# Son Hee-jung
Son Hee-jung (também Son Hui-jeong, em coreano:  손 희정; nascida em 6 de julho de 1987) é uma ciclista olímpica sul-coreana. Hee-jung representou a sua nação durante os Jogos Olímpicos de Verão de 2008 na prova de perseguição por equipe, em Pequim.